# Armand Edward Blackmar
Pour les articles homonymes, voir Blackmar.
Armand Edward Blackmar, né le 30 mai 1826 à Bennington dans le Vermont, et mort le 28 octobre 1888 à La Nouvelle-Orléans, est un éditeur de musique.

## Biographie
Armand Edward Blackmar naît le 30 mai 1826 à Bennington dans le Vermont.
Après avoir obtenu son diplôme du Western Reserve College, il enseigne la musique à Huntsville, en Alabama (1845-1852) et à Jackson, en Louisiane (1852-1855). En 1858, il se joint au magasin de musique d'E.D. Patton à Vicksburg dans le Mississippi, qu'il rachète l'année suivante avec son jeune frère Henry (1831-1909). Ils s'installent à La Nouvelle-Orléans en 1860, où ils exploitent conjointement des maisons d'édition et des magasins de musique.
Joueur d'échecs, Aramand Blackmar est l'auteur d'un livre sur le Gambit Blackmar.
Il meurt le 28 octobre 1888 à La Nouvelle-Orléans.